# Claude Bourgoignie
Claude Bourgoignie, né le 5 mai 1945 à Bruxelles, est un pilote automobile de nationalité belge.
Il a remporté le Championnat de Belgique des voitures de tourisme en 1972 sur Ford Escort RS 1600 et Ford Capri RS 2600 (2e la même année des 24 Heures de Spa), puis en 1978 sur Porsche 935.
Il a terminé quatrième des 24 Heures du Mans 1981 sur Porsche 935 (victoire en Groupe 5) avec Cooper et Wood (de plus 8e en 1982 et 10e en 1972, vainqueur les deux fois de la catégorie TS sur Ford Capri 2600 RS), pour cinq participations en dix-sept ans. 
Claude Bourgoignie dirige une Organization SPRL à Bruxelles